# Sint-Antonius Kluizenaarkerk (Thimister)

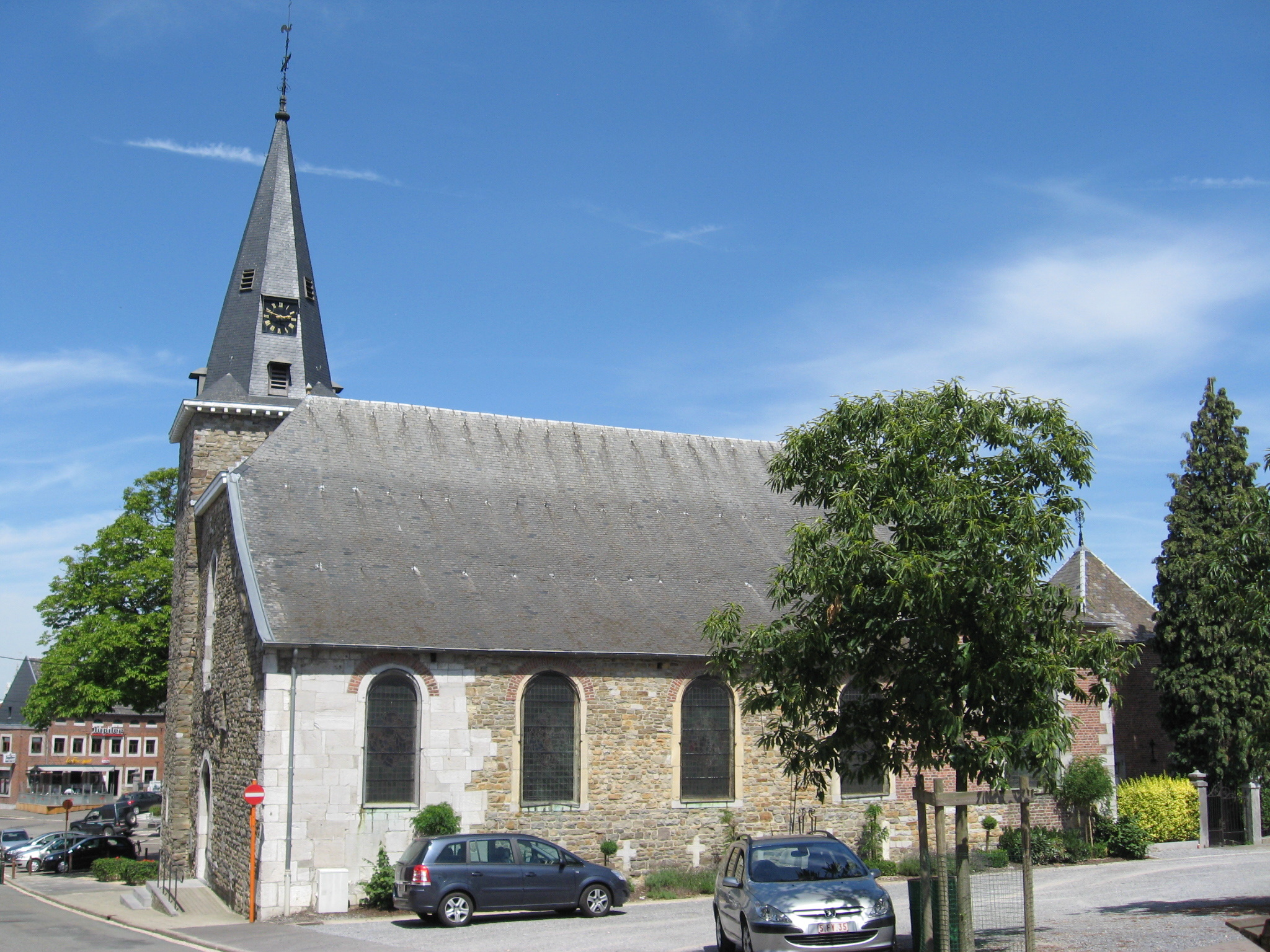
Sint-Antonius Kluizenaarkerk

De Sint-Antonius Kluizenaarkerk (Église Saint-Antoine Ermite) is de parochiekerk van het tot de Belgische gemeente Thimister-Clermont behorende dorp Thimister, gelegen aan het Centre.

## Geschiedenis
In 1595 werd op deze plaats een kapel opgericht, in 1597 werd Thimister verheven tot parochie, en enkele decennia later werd de kapel vervangen door een parochiekerk.
De kerk bevindt zich op een plein, en heeft een driebeukig pseudobasilicaal schip onder wolfsdak, met een driezijdig afgesloten koor. Dit schip werd van 1618-1622 gebouwd en de naastgebouwde toren stamt uit dezelfde tijd. In 1688 werd de kerk uitgebreid met een pseudotransept en werd achter het koor een sacristie opgericht, die overdekt werd door een tentdak. Deze verving de twee oorspronkelijke sacristieën die ter weerszijden van het koor waren gebouwd.
Toren en schip zijn vervaardigd uit natuursteenblokken, het pseudotransept en de sacristie zijn opgetrokken in baksteen met kalkstenen omlijstingen en hoekbanden. Twee chronogrammen geven het jaartal 1618 weer: DoMVs Ista oratIonIs VoCatVr (dit is een huis van gebed) en hoC noMen IesV Digne honora et VIVes.
In 1688 werd in de zuidmuur een nis aangebracht, met daarin een Mariabeeld, dit alles in renaissancestijl.
Tegen de kerkmuren staan een achttal grafkruisen uit het eerste kwart van de 17e eeuw.

## Interieur
De communiebank is uit de 2e helft van de 18e eeuw. De vier biechtstoelen zijn van 1771 in régencestijl. De lambrisering is in Lodewijk XVI-stijl en stamt uit het einde van de 18e eeuw. Een Sint-Barbarabeeld in een nis is van omstreeks 1750 in classicistische stijl. Het kunstig stucwerk op het tongewelf is van 1744 in régencestijl. Het marmeren doopvont is van omstreeks 1650.
Verder is er veel kerkmeubilair, zoals de preekstoel en de altaren, van de 19e eeuw. Ook tal van heiligenbeelden zijn uit deze tijd.
Het orgel is van 1858 en vervaardigd door Arnold Clerinx.